# Kesajīn
Kesajīn (persiska: کسجین) är en ort i Iran.   Den ligger i provinsen Östazarbaijan, i den nordvästra delen av landet, 400 km nordväst om huvudstaden Teheran. Kesajīn ligger 1 845 meter över havet och antalet invånare är 221.
Terrängen runt Kesajīn är huvudsakligen kuperad, men norrut är den platt. Runt Kesajīn är det ganska glesbefolkat, med 40 invånare per kvadratkilometer. Närmaste större samhälle är Ḩasan Kandī, 9,1 km nordväst om Kesajīn. Trakten runt Kesajīn består i huvudsak av gräsmarker.